# Бітпоп
Бітпо́п або біт-поп (англ. Bitpop) — музичний жанр, для якого характерне використання електронного звуку, що нагадує того, що застосовувався в старих 8-бітних комп'ютерах та ігрових приставках (Commodore 64, ZX Spectrum, Nintendo, Game Boy, Atari тощо), З традиційними інструментами, такими як синтезатори, драм-машини, гітари, а також з вокалом.